# Thomas C. Oden
Thomas C. Oden (Altus, 21 ottobre 1931 – Warr Acres, 8 dicembre 2016) è stato un teologo statunitense.

## Biografia
È considerato il fondatore della paleo-ortodossia e uno dei più importanti teologi del XX secolo e dell'inizio del XXI secolo. È stato professore di Teologia ed Etica presso la Drew University nel New Jersey dal 1980 al 2004, quando è andato in pensione.

## Opere
La sua opera include John Wesley's Teachings (2012-2014), in quattro volumi, e la sua autobiografia, A Change of Heart: A Personal and Theological Memoir (2014).

### Lista delle opere
Questa lista è solo una parte delle opere scritte.
- Classical Pastoral Care, 1994
  - volume 1, Becoming A Minister
  - volume 2, Ministry through Word and Sacrament
  - volume 3, Pastoral Counsel
  - volume 4, Crisis Ministries
- John Wesley's Teachings
  - volume 1, God and Providence, 2012
  - volume 2, Christ and Salvation, 2012
  - volume 3, Pastoral Theology, 2013
  - volume 4, Ethics and Society, 2014
- A Change of Heart: A Personal and Theological Memoir, 2014